# Associazione Calcio Mantova 1992-1993
Questa pagina raccoglie le informazioni riguardanti l'Associazione Calcio Mantova nelle competizioni ufficiali della stagione 1992-1993.

## Stagione
Nella stagione 1992-93 il Mantova ha disputato il girone A del campionato di Serie C2, con 49 punti lo ha vinto, ottenendo la promozione in Serie C1 affiancato al Fiorenzuola che con 43 punti ha ottenuto a sorpresa il secondo posto in classifica. Un rullo compressore la squadra virgiliana di Ugo Tomeazzi che vince il torneo con grande autorità, esibisce il miglior attacco del girone con 52 reti segnate, e la miglior difesa con 24 reti subite. Sale in Serie C1 da dominatrice del campionato, nel girone di andata ha ottenuto 28 punti sui 34 in palio, poi gestiti nel girone di ritorno, nel quale ha raccolto 21 punti. Discreto il percorso dei biancorossi anche nella Coppa Italia, usciti di scena per mano del Palermo nei quarti di finale, Palermo che poi vincerà il trofeo. Nel primo turno il Mantova ha eliminato il Suzzara, nel secondo turno il Pergocrema, nel terzo turno il Trento nel gironcino A, passando ai quarti di finale insieme al Como.

## Rosa
| N. |                   | Ruolo | Calciatore           |
| -- | ----------------- | ----- | -------------------- |
|    | Italia (bandiera) | C     | Armando Aguzzoli     |
|    | Italia (bandiera) | D     | Claudio Bazeu        |
|    | Italia (bandiera) | A     | Luciano Benetti      |
|    | Italia (bandiera) | A     | Massimiliano Benfari |
|    | Italia (bandiera) | C     | Daniele Bernazzani   |
|    | Italia (bandiera) | C     | Roberto Borrello     |
|    | Italia (bandiera) | P     | Oriano Boschin       |
|    | Italia (bandiera) | A     | Vittorio Cozzella    |
|    | Italia (bandiera) | D     | Franco Farneti       |
|    | Italia (bandiera) | C     | Giulio Forte         |
|    | Italia (bandiera) | C     | Marco Gori           |

| N. |                   | Ruolo | Calciatore            |
| -- | ----------------- | ----- | --------------------- |
|    | Italia (bandiera) | D     | Fabio Gozzani         |
|    | Italia (bandiera) | A     | Tullio Gritti         |
|    | Italia (bandiera) | P     | Mirko Guerrieri       |
|    | Italia (bandiera) | D     | Daniele Marsan        |
|    | Italia (bandiera) | D     | Ivano Martini         |
|    | Italia (bandiera) | A     | Carlo Nervo           |
|    | Italia (bandiera) | A     | Fabio Padovani        |
|    | Italia (bandiera) | D     | Stefano Perini        |
|    | Italia (bandiera) | C     | Giuseppe Pregnolato   |
|    | Italia (bandiera) | D     | Stefano Primizio      |
|    | Italia (bandiera) | C     | Piergiorgio Zanandrea |

## Risultati

### Campionato

#### Girone di andata
| Arbitro: | Tripaldi (Potenza) |

|                            |           |  |
| Aguzzoli 9’ L. Benetti 90’ | Marcatori |  |

| Aosta 20 settembre 1992 2ª giornata | Aosta              | 0 – 0 | Mantova | Stadio Mario Puchoz\| Arbitro: \| Ciambotti (Empoli) \| |
| Arbitro:                            | Ciambotti (Empoli) |       |         |                                                         |

| Mantova 27 settembre 1992 3ª giornata | Mantova         | 0 – 0 | Suzzara | Stadio Danilo Martelli\| Arbitro: \| Pacifici (Roma) \| |
| Arbitro:                              | Pacifici (Roma) |       |         |                                                         |

| Arbitro: | Contente (Salerno) |

|             |           |              |
| Covelli 37’ | Marcatori | 52’ Cozzella |

| Arbitro: | Daneluzzi (Latisana) |

|                                                |           |                                             |
| M. Gori 6’ L. Benetti 39’ Brambilla 43’ (aut.) | Marcatori | 19’ Ferrero 63’ (rig.) Bertazzoli 65’ Rizzi |

| Arbitro: | Alban (Bassano del Grappa) |

|             |           |                        |
| Rusconi 67’ | Marcatori | 36’ Nervo 74’ Cozzella |

| Arbitro: | Pola (Rovereto) |

|                                 |           |                |
| Cozzella 24’ (rig.) Benfari 36’ | Marcatori | 11’ G. Carbone |

| Arbitro: | Tombolini (Ancona) |

|                                        |           |           |
| Cozzella 1’, 45’ (rig.), 48’ Nervo 28’ | Marcatori | 15’ Folli |

| Arbitro: | Ruggiero (Nocera Inferiore) |

|               |           |            |
| Cavicchia 33’ | Marcatori | 69’ Gritti |

| Arbitro: | Misticoni (Ascoli Piceno) |

|              |           |  |
| Cozzella 44’ | Marcatori |  |

| Arbitro: | Innocente (Udine) |

|  |           |                         |
|  | Marcatori | 5’ Martini 84’ Cozzella |

| Arbitro: | Saraz (Roma) |

|                                           |           |  |
| Sottana 2’ (aut.) M. Gori 13’ Benfari 71’ | Marcatori |  |

| Arbitro: | Santoruvo (Bari) |

|              |           |                                              |
| Tollardo 49’ | Marcatori | 14’, 87’ L. Benetti 58’, 81’ (rig.) Cozzella |

| Varese 20 dicembre 1992 14ª giornata | Varese          | 0 – 0 | Mantova | Stadio Franco Ossola\| Arbitro: \| Treossi (Forlì) \| |
| Arbitro:                             | Treossi (Forlì) |       |         |                                                       |

| Arbitro: | Dagnello (Trieste) |

|                       |           |  |
| Benfari 36’ Nervo 89’ | Marcatori |  |

| Arbitro: | D'Agostini (Roma) |

|  |           |                                 |
|  | Marcatori | 18’ Benfari 73’ (rig.) Cozzella |

| Arbitro: | Freddi (Sassari) |

|                          |           |  |
| 13’ Martini 97’ Cozzella | Marcatori |  |

#### Girone di ritorno
| Arbitro: | Di Filippo (Chieti) |

|                                |           |              |
| Galelli 39’ M. Gori 70’ (aut.) | Marcatori | 45’ Cozzella |

| Arbitro: | Cosi (Firenze) |

|                             |           |  |
| Aguzzoli 22’ L. Benetti 83’ | Marcatori |  |

| Arbitro: | Gronda (Genova) |

|               |           |                      |
| Ferraguti 53’ | Marcatori | 47’ Nervo 74’ Perini |

| Arbitro: | Minotti (Frosinone) |

|              |           |                |
| Aguzzoli 60’ | Marcatori | 77’ Minincleri |

| Arbitro: | Genovese (Avellino) |

|                             |           |  |
| Sora 13’ (rig.) Alfieri 53’ | Marcatori |  |

| Arbitro: | De Prisco (Nocera Inferiore) |

|             |           |             |
| Benfari 54’ | Marcatori | 38’ Oggiano |

| Arbitro: | Ciambotti (Empoli) |

|                                 |           |                     |
| A. Filippini 25’ G. Carbone 39’ | Marcatori | 61’ (aut.) Bertozzi |

| Novara 4 marzo 1993 25ª giornata | Novara            | 0 – 0 | Mantova | Stadio Comunale\| Arbitro: \| Capraro (Cassino) \| |
| Arbitro:                         | Capraro (Cassino) |       |         |                                                    |

| Arbitro: | Montesano (Napoli) |

|             |           |               |
| Benfari 10’ | Marcatori | 54’ Cambiaghi |

| Arbitro: | Casaluci (Lecce) |

|  |           |                        |
|  | Marcatori | 6’ Martini 54’ Benfari |

| Arbitro: | Giove (Bari) |

|             |           |  |
| Benfari 67’ | Marcatori |  |

| Olbia 9 maggio 1993 29ª giornata | Olbia              | 0 – 0 | Mantova | Stadio Bruno Nespoli\| Arbitro: \| Ciambotti (Empoli) \| |
| Arbitro:                         | Ciambotti (Empoli) |       |         |                                                          |

| Arbitro: | Pacifici (Roma) |

|              |           |  |
| Cozzella 27’ | Marcatori |  |

| Arbitro: | Di Filippo (Chieti) |

|                                      |           |                |
| Benfari 9’ Marsan 44’ L. Benetti 71’ | Marcatori | 43’ Ambrosetti |

| Arbitro: | Pontani (Verona) |

|                      |           |                             |
| Scalzo 16’ Danzè 66’ | Marcatori | 11’ L. Benetti 34’ Cozzella |

| Arbitro: | D'Errico (Frattamaggiore) |

|              |           |  |
| Aguzzoli 65’ | Marcatori |  |

| Arbitro: | Bertocci (Genova) |

|                              |           |                     |
| Trapella 45’ Sgrò 62’ (rig.) | Marcatori | 66’, 68’ L. Benetti |